# Condado de Mason (Virginia Occidental)
El condado de Mason (en inglés: Mason County), fundado en 1804, es uno de los 55 condados del estado estadounidense de Virginia Occidental. En el año 2000 tenía una población de 25.957 habitantes con una densidad poblacional de 23 personas por km². La sede del condado es Point Pleasant.

## Geografía
Según la Oficina del Censo, el condado tiene un área total de 1153 km² (445,2 mi²), de la cual 1119 km² (432 mi²) es tierra y 34 km² (13,1 mi²) (2.91%) es agua.

### Condados adyacentes
- Condado de Meigs - norte
- Condado de Jackson - este
- Condado de Putnam - sureste
- Condado de Cabell - suroeste
- Condado de Gallia - oeste

### Carreteras
- U.S. Highway 35
- Ruta de Virginia Occidental 2
- Ruta de Virginia Occidental 62
- Ruta de Virginia Occidental 87

## Demografía
En el 2000 la renta per cápita promedia del condado era de $27,134, y el ingreso promedio para una familia era de $32,953. En 2000 los hombres tenían un ingreso per cápita de $32,382 versus $17,074 para las mujeres. El ingreso per cápita para el condado era de $14,804. Alrededor del 19.90% de la población estaba bajo el umbral de pobreza nacional.

## Ciudades y pueblos

### Comunidades incorporadas
- Hartford City (Pueblo)
- Henderson (Pueblo)
- Leon (Pueblo)
- Mason (Pueblo)
- New Haven (Pueblo)
- Point Pleasant (Ciudad)

### Comunidades no incorporadas
| - Ambrosia - Apple Grove - Arbuckle - Arlee - Ashton - Beech Hill - Capehart | - Clifton - Couch - Elmwood - Gallipolis Ferry - Glenwood - Greer - Grimms Landing | - Hogsett - Letart - Mercers Bottom - Sassafras - West Columbia - Wyoma |